# Wonder fang
「wonder fang」（ワンダー・ファング）は、飛蘭の16枚目のシングルとして2013年7月24日にランティスから発売された。

## 音楽性
本曲は、テレビアニメ『八犬伝―東方八犬異聞―』の第二期オープニングテーマに起用された。前作の妖しい雰囲気と違い今作では明るさの中に激しさなどが含まれた曲調になっている。そのため歌詞に明るく作品にちなんだフレーズを入れたり獣を想起させるフレーズを入れて、人と動物の対立も描いたという。歌詞中の「キミの中の僕」および「奪い殺られるか」は『八犬伝』の主要キャラクターの心情を投影している。また、サビは音域が高いため体力を使ように仕上がっているという。
レコーディングでは「イケメンを気取って歌った」と語っている。

## シングルリリース
2013年7月24日にLantisから発売された。飛蘭のシングルとしては前作「God FATE」から約6か月ぶりのリリースとなる。
ジャケットでは犬塚信乃の黄色い瞳を再現するためカラーコンタクトを付け、村雨の羽を想起させる羽が舞うような構図に仕上がっている。ちなみに裏ジャケットでは『BLAZEBLUE』をイメージした青色が使われている。
2曲目「Blue sanction」は、PS3/PS Vita用格闘ゲーム『BLAZBLUE -CHRONOPHANTASMA-』のオープニング曲。曲名は「蒼い制裁」の意で、悪への制裁が正しいか自問自答している心境を歌っている。

## シングル収録曲
| 全作詞: 飛蘭。 |                                 |           |           |            |      |
| #              | タイトル                        | 作詞      | 作曲      | 編曲       | 時間 |
| 1.             | 「wonder fang」                 | 飛蘭      | 小山寿    | 小山寿     | 3:44 |
| 2.             | 「Blue sanction」               | 飛蘭      | 俊龍      | 鈴木マサキ | 4:17 |
| 3.             | 「wonder fang （Off Vocal）」   | 飛蘭      |           |            |      |
| 4.             | 「Blue sanction （Off Vocal）」 | 飛蘭      |           |            |      |
| 合計時間:      | 合計時間:                       | 合計時間: | 合計時間: | 16:04      |      |